# Antonio Attolini Lack
José Antonio Attolini Lack  (ur. 24 kwietnia 1931 w Ciudad Juárez, zm. 28 lutego 2012 w Meksyku), architekt, nauczyciel akademicki.

## Życiorys
Ukończył studia na Wydziale Architektury Narodowego Uniwersytetu Meksykańskiego w grudniu 1955 roku. Zaprojektował wiele uznanych budynków handlowych i religijnych oraz budynków zakwaterowania. Jego pierwsze realizacje miały miejsce głównie w Meksyku, w León oraz w Cuernavaca. W 1955 roku został profesorem na Wydziale Architektury NUM. Od 1970 roku wykładał także na prywatnych uczelniach w Meksyku. Był emerytowanym członkiem Meksykańskiej Akademii Architektury. W 1992 roku otrzymał złoty medal w II Biennale Architektury. Dwukrotnie został uhonorowany Narodową Nagrodą Architektury w Meksyku (2002, 2008).